# Mark Nightingale

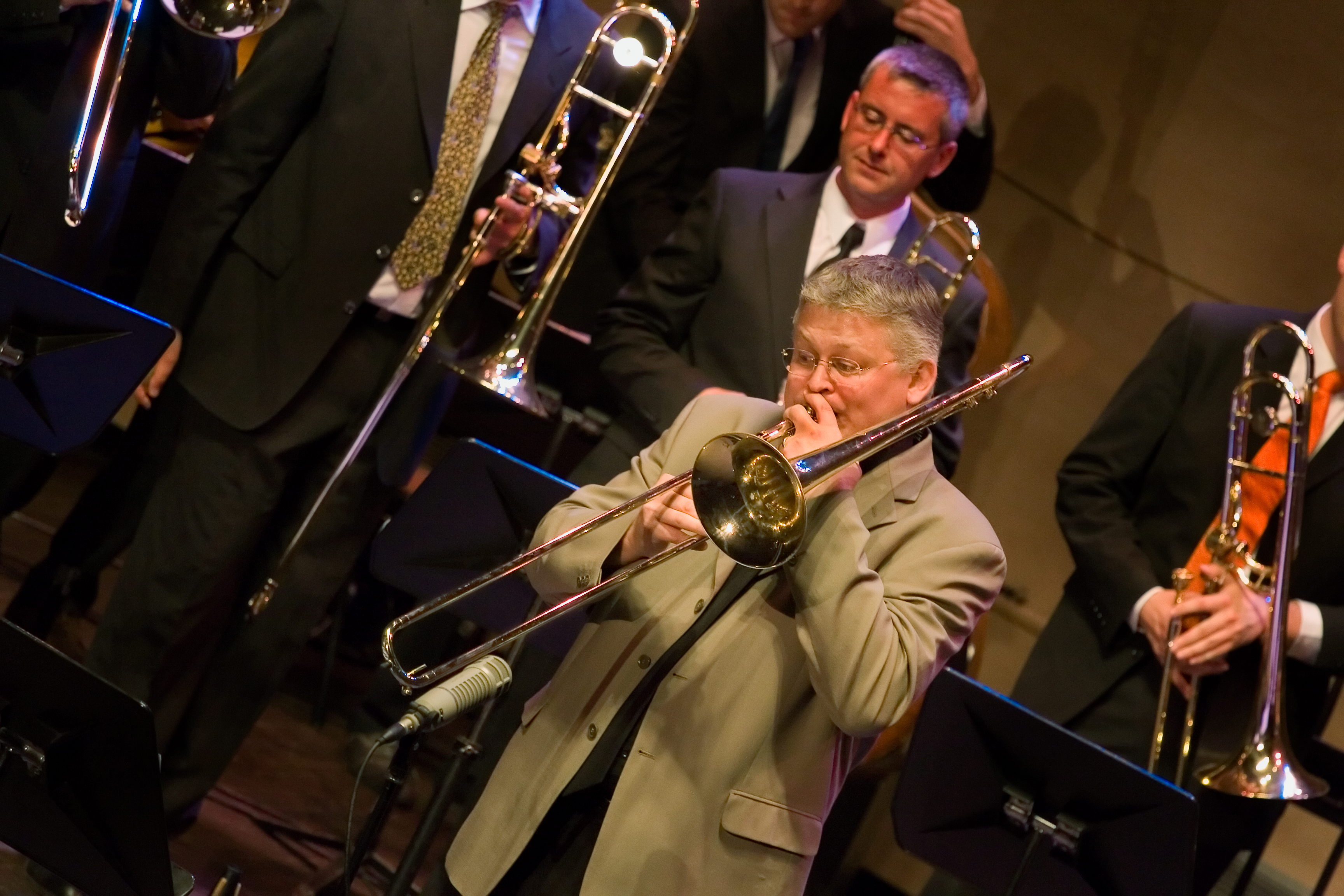
Mark Nightingale (Foto: Frank Kramer)

Mark Nightingale (* 29. Mai 1967 in Evesham) ist ein britischer Posaunist des Modern Jazz.

## Leben und Wirken
Nightingale begann mit neun Jahren Posaune zu spielen. 1984 bis 1990 gehörte er dem National Youth Jazz Orchestra als erster Posaunist an. In dieser Zeit schloss er sein Studium am Trinity College ab und spielte im Orchester von Johnny Dankworth. 1988 veröffentlichte das von ihm gegründete Posaunen-Quintett Bonestructure sein gleichnamiges Album. Im Folgejahr trat er mit Carl Fontana und Jiggs Whigham beim International Trombone Workshop auf. Die BBC entsandte ihn 1990 in das Orchester der European Broadcasting Union. Mit dem Royal Philharmonic Pops Orchestra besuchte er Korea und Japan. In den 1990er Jahren arbeitete er in der BBC Radio Big Band und mit Frank Sinatra, Sting, Henry Mancini,  Cleo Laine, James Morrisons Hot Horn Meeting und London Brass. Mit dem Bandprojekt von Charlie Watts trat er in London und in New York auf. Auch wirkte er mit an Aufnahmen von Louie Bellson, Clark Terry, Slide Hampton, Urbie Green, Shorty Rogers, Bill Holman, Clark Tracey, Claire Martin, Johnny Dankworth, Kenny Wheeler, Michel Legrand, Hans Koller, Tina May (52nd Street (and Other Tales): Tina May Sings the Songs of Duncan Lamont) und Thilo Berg mit. 
Nightingale ist mit seinem eigenen Quartett, seinem Allstar-Quintett und seiner Bigband unterwegs, spielt aber auch bei Stan Tracey, Andy Panayi, Alan Barnes, Steely Dan und Scott Hamilton. Er ist auch als Komponist und Arrangeur tätig und verfasste das Lehrwerk 20 Jazz Etudes For Tenor Trombone.

## Preise und Auszeichnungen
Nightingale gewann bereits mit fünfzehn Jahren den Don Lusher Award der BBC. 1993 wurde er als „Newcomer“ mit dem British Jazz Award ausgezeichnet; 1994, 1996, 1998 und 2000 gewann er die Hauptkategorie dieses Preises sowie ab 2009 in Folge bis 2017.

## Diskographische Hinweise
- What I Wanted to Say (1994, mit Dado Moroni, Ray Brown und Jeff Hamilton)
- Destiny (1997, mit der RIAS Big Band)
- Out of the Box (2010, mit Nigel Hitchcock, Graham Harvey, Laurence Cottle und Ian Thomas)

## Lexigraphische Einträge
- Martin Kunzler: Jazz-Lexikon. Band 2: M–Z (= rororo-Sachbuch. Bd. 16513). 2. Auflage. Rowohlt, Reinbek bei Hamburg 2004, ISBN 3-499-16513-9.